# James Rivière
Pour les articles homonymes, voir Rivière (homonymie).
James Rivière, né le 7 décembre 1949 à Milan (Italie), est un architecte, sculpteur, artiste et designer industriel italien, considéré par certains comme le plus important maître de la conception de bijoux du XXe siècle.

## Biographie
À vingt-cinq ans, James Rivière est invité comme professeur honoraire pour un séminaire sur les formes plastiques en métal par la Faculté de sculpture de Dantzig. En 1977, il participe à la constitution du Centro Design Orafo à Milan. En 1978, il fonde le premier séminaire de design de bijoux pour l'Istituto superiore di Design à Milan. Il participe à la création du département Joaillerie de l'Istituto Europeo di Design à Milan où il enseigne pendant plusieurs années.

## Musées
- Musée du bijou de Vicence
- Musées du Vatican
- Victoria and Albert Museum
- Musée du Louvre
- Collection privée de la famille Windsor

## Réalisations
Les créations de James Rivière embrassent la sculpture, la peinture, le design industriel, le mobilier, la mode et l'architecture, mais c'est la bijouterie qui constitue la forme la plus importante de son expression artistique. À la Triennale de Milan, il gagne la catégorie de bijoux en 1972 et 1973. Parmi les bijoux produits :
- 2007 : Bracelet Monolite, Musée des Arts Décoratifs, Palais du Louvre Paris ;
- 2007 : Raisonnement du pape Benoît XVI, (Musée des Secrets du Vatican) ;
- 1980 : Vulcano, collier, bague, broche, Collection Privée ;
- 1973 : Optical Titanio Diago, collier, Victoria and Albert Museum[2], Londres ;
- 1994 : Collier Rainbow pour Mikimoto ;
- 1998 : Islands in Love, collection privée ;
- 1994 : Urgences d'Atlantis, collection privée ;
- 1991 : Gouttes de feu, collection privée ;
- 1985 : Collier Luna Quadra, collection privée ;
- 1988 : Secret, collection privée.

## Prix d'art
- Triennale de Milan (pour la conception du bijou, Milan, 1972)
- Triennale de Milan (pour la conception du bijou, Milan, 1973)

## Expositions
James Rivière a participé à des expositions de dessins de ses bijoux entre art et design à Londres, Rome, Berlin, Paris, Lac de Côme, Monte-Carlo, Johannesbourg, Turin, New York, États-Unis, Liban, Beyrouth, Gdańsk, Venise, Gênes, Francfort-sur-le-Main, Kuala Lumpur, Istanbul, Ljubljana, Ankara, Beyrouth, Tunis, Chypre, Cordoue, Buenos Aires, Damas, Hong Kong.
- 2010 : Triennale di Milano, Gioielli per Milano, Milan, Italie
- 2010 : Triennale di Milano, Titani preziosi, Milan, Italie
- 2008 : Victoria and Albert Museum, James Rivière, The jewel Optical Titanio Diago, Londres
- 2008 : Castello di Sartirana, Il Gioiello Razionale di Papa Benedetto XVI
- 2007 : Mostra Sotheby’s Milan, Italie
- 2007 : Triennale di Milano, Milan, Italie
- 2007 : Musei Segreti Vaticani, James Rivière, Il Gioiello Razionale di Papa Benedetto XVI, Cité du Vatican
- 2007 : Palazzo Ducale, Genève
- 2005 : Museo Bagatti Valsecchi, James Rivière, Ideazione di Gioiello, Milan, Italie
- 2004 : Musée des arts decoratifs, James Rivière, Le joyau, Esposizione permanente nella galleria della storia del gioiello, Palais du Louvre, Paris
- 2003 : James Rivière, مجوهرات, Museo Nazionale di Damasco
- 2002 Tempo, Spazio, Aria, Mondo, Milan, Italie
- 2002 : Museo delle Arti Decorative, James Rivière, Joyas, Buenos Aires
- 2002 : Museo Caraffa, James Rivière, Joyas, Cordoba
- 2002 : Leventis Museum, James Rivière, The Jewels, Cipro
- 2002 : Museo Archeologico Paolo Giovio, James Rivière, Gioielli tra arte e design, Côme
- 2002 : Museo Nazionale del Bardo, James Rivière, مجوهرات, Tunisi
- Audi Bank Building, James Rivière, Bijoux, Beirut
- 2001 : Muo - Museo arti decorative, James Rivière, Ljubljana
- 2000 : Museo del Louvre, James Rivière, Bijoux, Comité Scientifique du Louvre, nella sezione arti decorative un bracciale scultura viene esposto all'inaugurazione della galleria permanente dei gioielli
- 2000 : Museo etnografico, James Rivière, Ljubljana
- 1999 : National art Museum, James Rivière, jewels, Singapour
- 1998 : Museo di arte turca e islamica, James Rivière, مجوهرات, Gioielli d'arte d'Italia, Tiem, Istanbul
- 1998 : James Rivière, مجوهرات, Museo etnografico di Ankara, Ankara
- 1998 : Jewels James Rivière, Museo di Kuala Lumpur
- 1996 : Ean Dinh Van, l'Archeologie devient bijou, Paris
- 1996 : La Reine Margot, mostra gioielli, Paris
- 1996 : Marie Zisswiller, mostra Le plaisir de la parure, Paris
- 1995 : Galleria Vismara, mostra Emersioni personale di gioielli e sculture, Milan, Italie
- 1995 : Diamant museum of Anversa, Bijoux d'artiste italien, Anversa
- 1994 : Art Frankfurt, James Rivière, Juwelen und Skulpturen, Francoforte
- 1994 : James Rivière gioielli tra arte e design, Locarno, Svizzera
- 1994 : IED Istituto Superiore di Design, Milan
- 1994 : Rivière gioielli scultura, Galleria Ellequadro documenti, Genova, Italie
- 1994 : Rivière gioielli scultura, Galleria Venice design, Venise, Italie
- 1994 : Rivière, Atlantide gioielli verso il futuro, Milan, Italie
- 1992 : Castello di Belgioioso, Rivière, Ornamenta, Pavia, Italie
- 1992 : Museo di Milano, James Rivière, Anelli, Milan, Italie
- 1992 : James Rivière gioielli scultura, Arte Fiera, Bologna, Italie
- 1991 : James Rivière Antologica, Milan, Italie
- 1991 : Museo di Milano, James Rivière Bracciali, Milan, Italie
- 1989 : James Rivière gioielli tra poesia e razionalità, Galleria Vismara, Milan, Italie
- 1989 : Treperics, Galleria Vismara, Milan, Italie
- 1987 : Rivière Fiori Chiari, Milan, Italie
- 1978 : Comune di Milano, Palazzo del Turismo, 14 protagonisti dell'arte orafa, Milan, Italie
- 1977 : Esposizione Centro Design Orafo, Milan, Italie
- 1976 : Aurea, Florence
- 1975 : Università di Danzica, Rzeźba na plastikowych formach w metalu, Pologne
- 1975 : Galleria Art, James Rivière, Biżuteria i srebrne rzeźby, Varsavia, Pologne
- 1974 : Tiffany, New York
- 1973 : XV Triennale di Milano, Gioielli, Milan, Italie
- 1972 : XV Triennale di Milano, Gioielli, Milan, Italie
- 1972 : Internazionale d'arte, Gioielli, Milan, Italie
- 1972 : James Rivière, Oggetti, Gioielli, Sculture, Bernasconi, Via Manzoni, Milan, Italie
- 1971 : Galleria in, Gioielli e sculture in argento e rame, Rome
- 1971 : Sculture e gioielli in argento, Rosenthal studio haus, Milan, Italie
- 1971 : James Rivière gioielli, Domus collezione, Torino
- 1971 : Design centre, Torino, Italie
- 1971 : Galleria Linda Gudman, Polymaterial jewelry, Johannesburg
- 1971 : Creazione di trittico di linee innovative d'argento, De Giovanni, Milan, Italie
- 1971 : James Rivière, Desart, Milan, Italie
- 1970 : Espansioni, gioielli, Galleria il salottino, Côme
- 1969 : James Rivière, Optical, gioielli in argento, Galleria d'arte Chiarini, Sestri Levante, Italie
- 1969 : James Rivière, Optical, Galleria il Discanto, Milan, Italie
- 1968 : James Rivière, il Gioiello, prima mostra personale, Galleria il Discanto, Milan, Italie
- 1968 : Collettiva, Galleria Vismara, Milan, Italie